# August von Knieriem

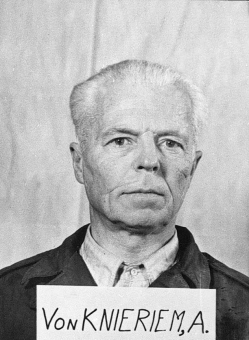
August von Knieriem während der Nürnberger Prozesse

August von Knieriem (* 11. Juni 1887 in Riga; † 17. Oktober 1978 in Heidelberg) war ein deutscher Jurist und Wirtschaftsführer.

## Werdegang
Knieriem, Sohn eines Oberlandesgerichtsrates, besuchte in Hamburg und Lübeck die Schule. Anschließend studierte er Rechtswissenschaft an der Eberhard Karls Universität Tübingen und wurde 1905 Mitglied des Corps Suevia Tübingen. Er promovierte 1908 zum Dr. iur. Er arbeitete danach als Assessor unter anderem bei der Londoner Lloyds und als Teilhaber in einer Anwaltskanzlei in Hamburg. Nachdem er ab 1914 als Soldat am Ersten Weltkrieg teilgenommen hatte, wechselte er 1915 aufgrund einer Verwundung als Referent in die Rohstoffabteilung des Kriegsministeriums. Nach Kriegsende war er ab 1919 bei der BASF im Stickstoffsyndikat tätig, wechselte von dort 1922 in die Rechtsabteilung, wurde 1923 stellvertretendes Vorstandsmitglied und leitete schließlich die Rechtsabteilung im Unternehmen.
Als Spezialist für Kartellrecht war er an dem Zusammenschluss von Unternehmen zu den I.G. Farben beteiligt und wurde dort 1926 stellvertretendes und von 1932 bis 1945 ordentliches Vorstandsmitglied. Ab 1937 war Knieriem Vorsitzender des Rechtsausschusses und gehörte ein Jahr später dem Zentralausschuss des Vorstands an. Knieriem war als Verwaltungsjurist der Verhandlungspartner der I.G. Farben für die Wehrmacht zwecks Errichtung einer geheimen Chemiewaffenproduktion. Er war im Vorstand der Anorgana tätig, einer Tochtergesellschaft der I.G. Farben, die an der Herstellung von Giftgas arbeitete. Mitte 1944 entwarf Knieriem angesichts der kommenden Niederlage des Deutschen Reiches Pläne zur Aufteilung der Unternehmensstruktur. Die Unternehmensleitung der I.G. Farben wollte so Planungen der Alliierten nach einem Sieg beeinflussen.
Er beantragte am 13. Februar 1942 die Aufnahme in die NSDAP und wurde zum 1. April desselben Jahres aufgenommen (Mitgliedsnummer 9.218.476). Er war Mitglied der Akademie für Deutsches Recht und Vorsitzender des Ausschusses für das Recht des geistigen Schaffens. Knieriem war verheiratet und Vater dreier Kinder.
Nach seiner Festnahme im August 1945 wurde Knieriem im I.G.-Farben-Prozess am 30. Juli 1948 in allen ihn betreffenden Anklagepunkten (Plünderung und Versklavung) aus Mangel an Beweisen freigesprochen. Er war am Wiederaufbau der BASF beteiligt. Nach Angaben im Braunbuch der DDR war Knieriem später Vorsitzender des Aufsichtsrates der „I.G.-Farben-Industrie AG i. L.“ in Frankfurt am Main.

## Veröffentlichungen
- August von Knieriem: Nürnberg. Rechtliche und menschliche Probleme. Vorwort von Eduard Wahl. Klett, Stuttgart 1953. (= August von Knierim: The Nuremberg Trials. Henry Regnery Company, Chicago 1959; besprochen in: Nicholas R. Doman, The Nuremberg Trials Revisited, American Bar Association Journal 47 (1961), 260–264)